# Peccato di castità
Peccato di castità è un film del 1956 diretto da Gianni Franciolini.
Film di genere commedia di produzione italiana con protagonisti Giovanna Ralli, Antonio Cifariello e Franco Fabrizi.

## Trama
Peripezie di una giovane coppia di sposi durante un viaggio di nozze alquanto tormentato; a causa di una promessa fatta e per mantenerla, Valentina deve ricorrere a qualsiasi espediente per impedire al marito di consumare il matrimonio. La realtà è però un'altra: la donna, terrorizzata dal clima asfissiante esistente sin dai tempi del fidanzamento tra le famiglie dei due ragazzi, ha fatto in segreto a se stessa questo voto. Partiti da Terracina per Venezia in treno, giunti alla stazione di Roma tentano di prendere la coincidenza già prenotata con un vagone letto, ma arrivano troppo tardi, ovvero quando il locomotore è già partito. La donna suggerisce di prendere il treno seguente, ma suo marito Michele vuole già soggiornare per una notte nella capitale. I due, dopo varie ricerche, finiscono col trovare una camera libera, ma la sposa avvisa il coniuge dell'arrivo improvviso di una zia che esiste soltanto nella sua fantasia: si fa accompagnare al bar, e qui viene intercettata da un vecchio amico d'infanzia in dolce compagnia; lo convince ad unirsi a loro e in conclusione della serata tutti e quattro sono costretti ad assistere a una festa popolare. Michele a quel punto fa finta di avere un malessere per farsi riportare in albergo, ma la sposa ancora non vuol cedere; la sua nuova trovata è quella di fingersi una sonnambula. In albergo riesce a svegliare tutti i clienti, sorpresi da quell'imprevisto, che la osservano vagare dapprima per i corridoi e infine sulla terrazza; lì rimane fino allo spuntare dell'alba. Proprio in quella mattina arriva una telefonata dei familiari, preoccupati del mancato arrivo alla località inizialmente prevista di Venezia, che informano Michele dello strano voto o promessa fatta dalla moglie. Comincia a parlarci, avvisandola della situazione assurda nella quale è caduta: dapprima la neo sposina fa il muso lungo, ma alla fine si convince a passare questa e le notti successive non all'aperto e all'addiaccio, ma tra le braccia del marito.

## Produzione

### Altri tecnici
- Aiuto regista: Paolo Heusch
- Assistenti regista: Paolo Spinola e Luciano Solaroli
- Assistente scenografo: Antonio Fratalocchi
- Parrucchiera: Elda Magnanti
- Sarta: Maria Fanetti
- Direttore di produzione: Marcello D'Amico
- Organizzatore generale: Paolo Giovanardi
- Ispettore di produzione: Antonio Sarno
- Segretario di produzione: Mario Di Biase
- Segretaria di edizione: Ines Bruschi
- Operatore: Alberto Fusi
- Assistente operatore: Ennio Guarnieri
- Fonico: Biagio Fiorelli

## Distribuzione

### Divieti
Il film venne iscritto al P.R.C. della S.I.A.E. con il n. 1.746. Presentato alla Commissione di Revisione Cinematografica, ottenne il visto di censura n. 22.848 del 18 ottobre 1956 con una lunghezza della pellicola accertata di 2.413 metri, vietandola però ai minori di 16 anni; soltanto il 21 gennaio 1959, con una lunghezza della pellicola accorciata a 2.365 metri, il film venne dichiarato visibile per tutti. Non è possibile visionare al momento il documento censorio originale. 

### Edizioni home video
Risulta essere stato pubblicato in DVD dalla General Video.

## Accoglienza

### Incassi
Incassò 190.375.000 di lire. 